# Jelena Lenina
Jelena Lenina, znana również jako Elena Lenskaya (ros. Елена Алексеевна Ленина, ur. 25 października 1971 w Nowosybirsku) – rosyjska pisarka, modelka, osobowość telewizyjna i piosenkarka.

## Życiorys

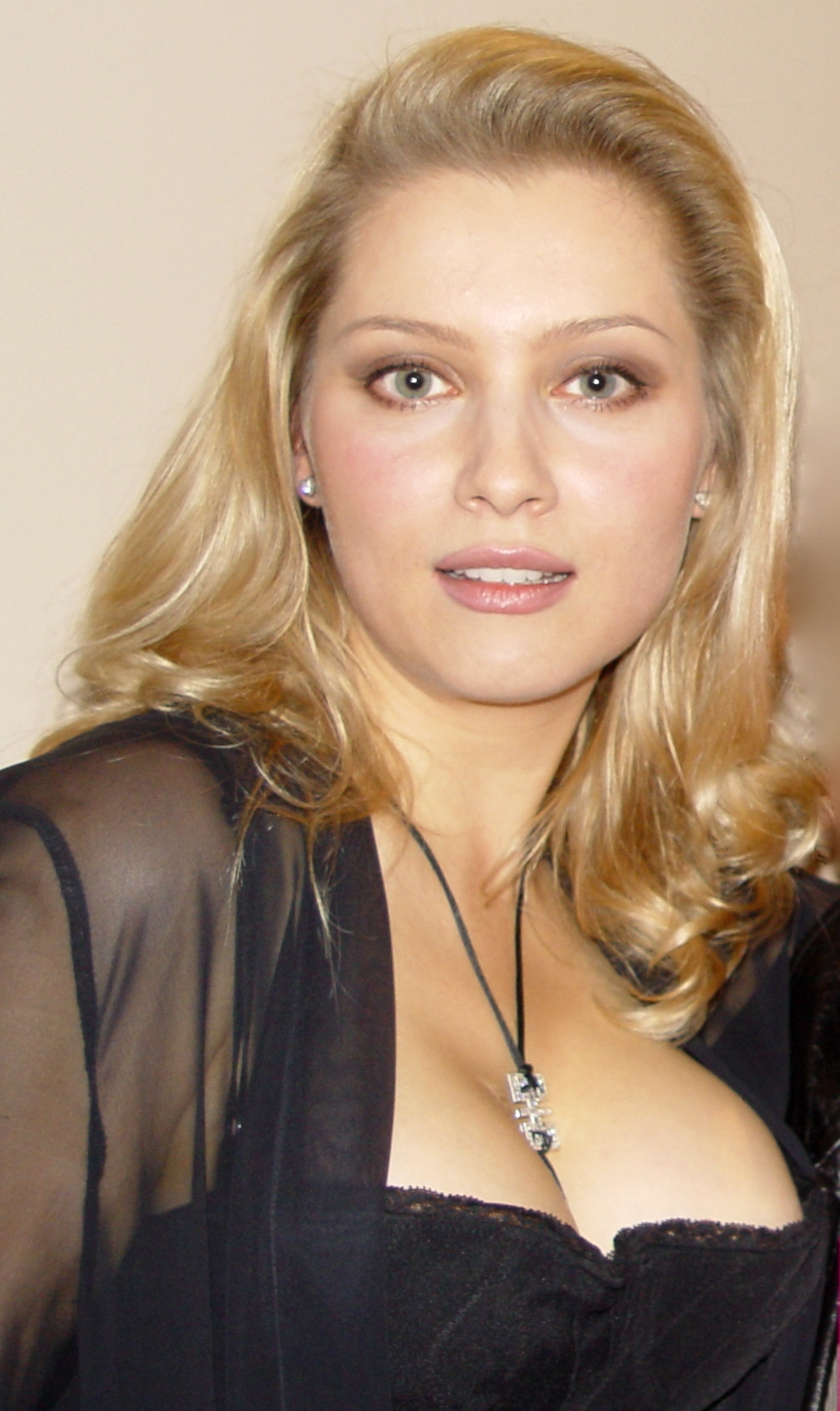
Moskwa, 2005

Urodziła się 25 października 1971 w Akademgorodoku – rosyjskim miasteczku akademickim, będącym dzielnicą Nowosybirska. Jej rodzice byli pracownikami naukowymi Nowosybirskiego Uniwersytetu Państwowego. Ojciec był profesorem. Rozwinął m.in. nowatorską metodę leczenia nowotworów złośliwych za pomocą hipertermii. Matka była kardiologiem – opublikowała ponad 17 prac naukowych w tym przedmiocie.
Po ukończeniu szkoły językowej, gdzie Jelena uczyła się francuskiego, rozpoczęła studia na Wydziale Geologiczno-Geograficznym Państwowego Uniwersytetu Nowosybirskiego. W tym samym czasie podjęła pracę jako modelka. Mając zaledwie 19 lat założyła swoją pierwszą firmę wyspecjalizowaną w produkcji reklam i programów telewizyjnych. W lokalnej telewizji w Nowosybirsku przez krótki okres prowadziła własny program Helen-Video. Wkrótce przeprowadziła się do Moskwy, gdzie zajmowała się produkcją i prowadzeniem programów Paris revelations oraz Business Fever na kanale TV Centr.
Po przeprowadzce do Francji kontynuowała działalność producencką, jak również bardzo często pojawiała się w różnych mediach: udzielała wywiadów, uczestniczyła w talk-shows. Wzięła udział w cieszącym się dużą popularnością reality show Nice People na kanale TF1, co spowodowało, że stała się osobą rozpoznawalną we wszystkich krajach francuskojęzycznych. W 2004 opublikowała swoją pierwszą książkę Cours, cours, camarade, która traktowała o transformacji ustrojowej, jaka miała miejsce w jej rodzinnym kraju. Na tym tle autorka ukazuje swoją własną historię „rosyjskiego kopciuszka”, który osiągnął wielki sukces w odległym Paryżu. W 2006 wydana została natomiast jej pierwsza książka w języku rosyjskim – Perfection. Страсть к совершенству (Perfekcja. Dążenie do doskonałości). W 2006 roku cieszące się dużą renomą francuskie wydawnictwo Grasset opublikowało jej książkę Russes comme Crésus (Rosjanie zostają krezusami), która opowiada o znanych rosyjskich biznesmenach, mających niejednokrotnie mniej niż 30 lat, którzy zostali multimilionerami. Zmieniona wersja tej książki pod tytułem MultiMillionaires (Multimilionerzy) ukazała się w tym samym na rynku rosyjskim.
Podczas XI Narodowych Targów Książki, które odbyły się w marcu 2008 w Moskwie jej praca Sexual, или Как соблазнить любого мужчину (Seksualność, czyli jak uwieść każdego mężczyznę) otrzymała główną antynagrodę (Полный Абзац) za „wszystko co najgorsze w literaturze”. Według jury książka zawiera wiele bezprawnych zapożyczeń z książki amerykańskiego autora Leil Laundesa How to fall in love with any, które noszą znamiona plagiatu.
Jelena próbuje swoich sił jako piosenkarka. W październiku 2007 wydała swój pierwszy album muzyczny. Na oficjalnej stronie internetowej artystki znajduje się kilkanaście utworów w jej wykonaniu.
Celebrytka jest również winna spowodowania śmierci zwierzęcia. W celach promocyjnych postanowiła zafarbować sierść małego kotka na różowo. Zwierzę zmarło z powodu zakażenia toksycznymi substancjami znajdującymi się w farbie.

## Publikacje

### Język rosyjski (wszystkie wydania)
- Perfection. Страсть к совершенству – Wydawnictwo «Эксмо», 2006. – 320 s. – ISBN 978-5-699-19045-4.
- Как завоевать любого мужчину – Wydawnictwo «Эксмо», 2006. – 208 s. – ISBN 978-5-699-17986-2.
- MultiMillionairesну – Wydawnictwo «Эксмо», 2006. – 288 s. – ISBN 978-5-699-16837-8.
- MultiMillionairesну – w miękkiej oprawie – Wydawnictwo «Эксмо», 2006. – 352 s. – ISBN 978-5-699-23158-4.
- EliteFRANCE – Wydawnictwo «Эксмо», 2006. – 320 s. – ISBN 978-5-699-19333-2.
- Как сделать карьеру – Wydawnictwo «Эксмо», 2006. – 208 s. – ISBN 978-5-699-17984-8.
- Sexual, или Как соблазнить любого мужчину – Wydawnictwo «Астрель», 2007 – 320 s. – ISBN 978-5-17-042082-7.
- Sexual, или Как соблазнить любого мужчину – Wydawnictwo АСТ, 2007. – 320 s. – ISBN 978-5-271-16083-7.
- Отличное... где, с кем и как – Wydawnictwo «Астрель», 2007. – 304 s. – ISBN 978-5-17-045794-6.
- Отличное... где, с кем и как – Wydawnictwo АСТ, 2007. – 304 s. – ISBN 978-5-271-17633-3.
- Миллионеры шоу-бизнеса – Wydawnictwo АСТ, 2008. – 352 s. – ISBN 978-5-17-048484-3.
- Миллионеры шоу-бизнеса – Wydawnictwo «Астрель», 2008. – 352 s. – ISBN 978-5-271-18704-9.
- Миллионеры шоу-бизнеса – Wydawnictwo «Харвест», 2008. – 352 s. – ISBN 978-985-16-3256-1.

### Język francuski
- Cours, cours, camarade – Wydawnictwo «Michel Lafon Publishing», 2004. – 301 s. – ISBN 978-2-7499-0047-6.
- Russes comme Crésus – Wydawnictwo «Grasset», 2006. – 219 s. – ISBN 978-2-246-68881-5.
- Séduire à la russe! – Wydawnictwo «Éditions du Rocher», 2006. – 208 s. – ISBN 978-2-268-06109-2.
- Une blonde contre-attaque – Wydawnictwo «Éditions du Rocher», 2008. – 80 s. – ISBN 978-2-268-06447-5.

## Filmografia
- La Basse-cour des célébrités – serial telewizyjny (2004)
- 20h10 pétantes – serial telewizyjny (2003)
- Il était une fois Jean-Sébastien Bach (2003)